# Premi Miquel de Palol de poesia
El premi Miquel de Palol de poesia és un premi literari de poesia en llengua catalana que forma part dels Premis Literaris de Girona. És atorgat per la Fundació Prudenci Bertrana.
Creat el 1978, es concedeix durant el mes de setembre a la ciutat de Girona, conjuntament amb el Premi Prudenci Bertrana de novel·la i el Premi Carles Rahola d'assaig. S'hi poden presentar obres originals i inèdites en català, té una dotació de 2.400 euros i actualment l'obra guanyadora és editada per Edicions Proa en la col·lecció Els llibres de l'Óssa Menor.

## Guanyadors
- 1978: Eudald Puig per Cel de nit
- 1979: Àlex Susanna per Memòria del cos
- 1980: Salvador Oliva per Terres perdudes
- 1981: Joan Margarit per Cants d'Hekatonim de Tifundis
- 1982: Víctor Obiols per Carrer d'hivern
- 1983: Jordi Jové per 1983
- 1984: Màrius Sampere per Llibre de les inauguracions
- 1985: Joan Casas per Tres quaderns
- 1986: Josep Navarro per Memòria de la carn
- 1987: Declarat desert pel jurat
- 1988: Jacint Sala i Codony per Les ombres, Laocoont, les ombres!
- 1989: Antoni Puigverd per Vista cansada
- 1990: Lluís Calvo per Enfora
- 1991: Pere Prada per Empordà, mite o realitat?
- 1992: Jaume Pomar per Frontissa
- 1993: Miquel Bauçà per En el feu de l'ermitatge
- 1994: Montserrat Rodés per Escrits en blanc
- 1995: Hermínia Mas per La cala del desig
- 1996: Cèlia Sànchez-Mústich per Taques
- 1997: Xulio Ricardo Trigo per Far de llum grisa[1]
- 1998: Albert Roig per La vestidora i el dol
- 1999: Declarat desert pel jurat
- 2000: Declarat desert pel jurat
- 2001: Jordi Pàmias per Narcís i l'Altre
- 2002: Adam Manyé per Finta
- 2003: Miquel Bezares per El convers
- 2004: Rosa Torrent per Rosa del desert
- 2005: Mireia Vidal-Conte per Pregari
- 2006: Gemma Gorga per Llibre dels minuts
- 2007: Ricard Ripoll per Les flors àrtiques
- 2008: Eva Baltasar per Laia
- 2009: Laia Noguera i Clofent per Triomf
- 2010: Pepa Úbeda per La meua frontera
- 2011: Vinyet Panyella per Sang presa
- 2012: Sadurní Tubau per El somni de Gregor Samsa
- 2013: Jaume Bosquer per Transvasament
- 2014: Manel Forcano per Ciència exacta
- 2015: Ponç Pons per Camp de Bard[2]
- 2016ː Josep Maria Fulquet i Vidal per Morir com un riu[3]
- 2017: Albert Garcia Elena per La saliva dels morts
- 2018: Marc Rovia Urien per Cap vespre
- 2019: Ramon Cardona per Tocat i enfonsat[4]
- 2020: Maria Josep Escrivà i Vidal per Sempre és tard[5]
- 2021: Susanna Rafart per D’una sola branca[6]
- 2022: Anna Gual per Les ocultacions[7]
- 2023: Jordi Solà i Coll per L'ombra de les hores
- 2024: Josep-Anton Fernández per L'estranger a casa
- 2025: Laia Llobera per Saur